# 訃報 1987年12月
訃報 1987年12月（ふほう 1987ねん12がつ）では、1987年（昭和62年）12月中に物故した、又は物故が報じられた人物についてまとめる。

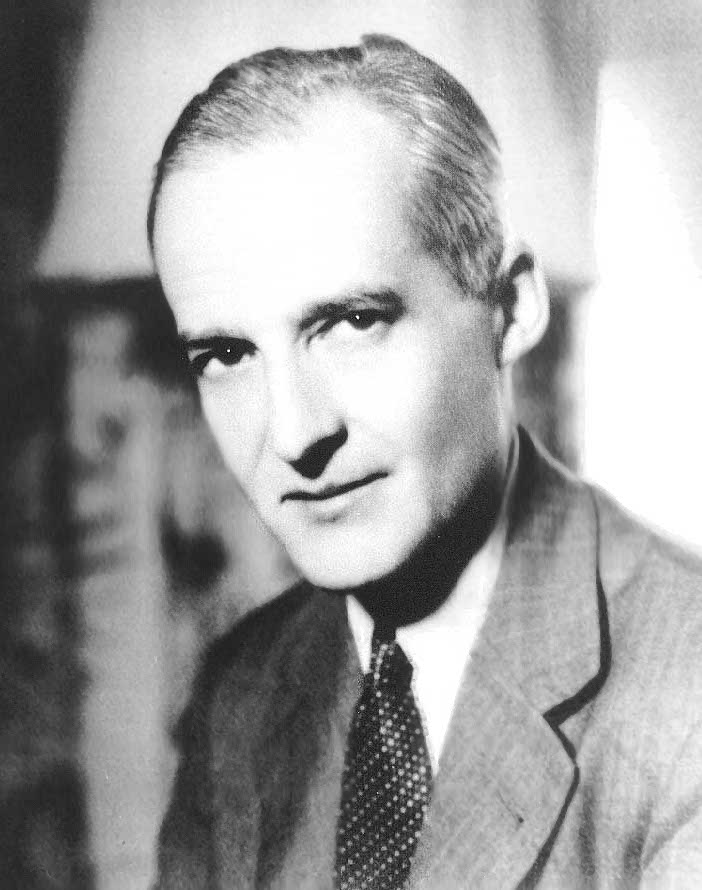
ルイ・ルロワール／12月2日没

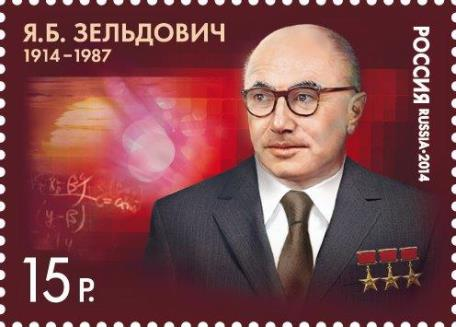
ヤーコフ・ゼルドビッチ／12月2日没

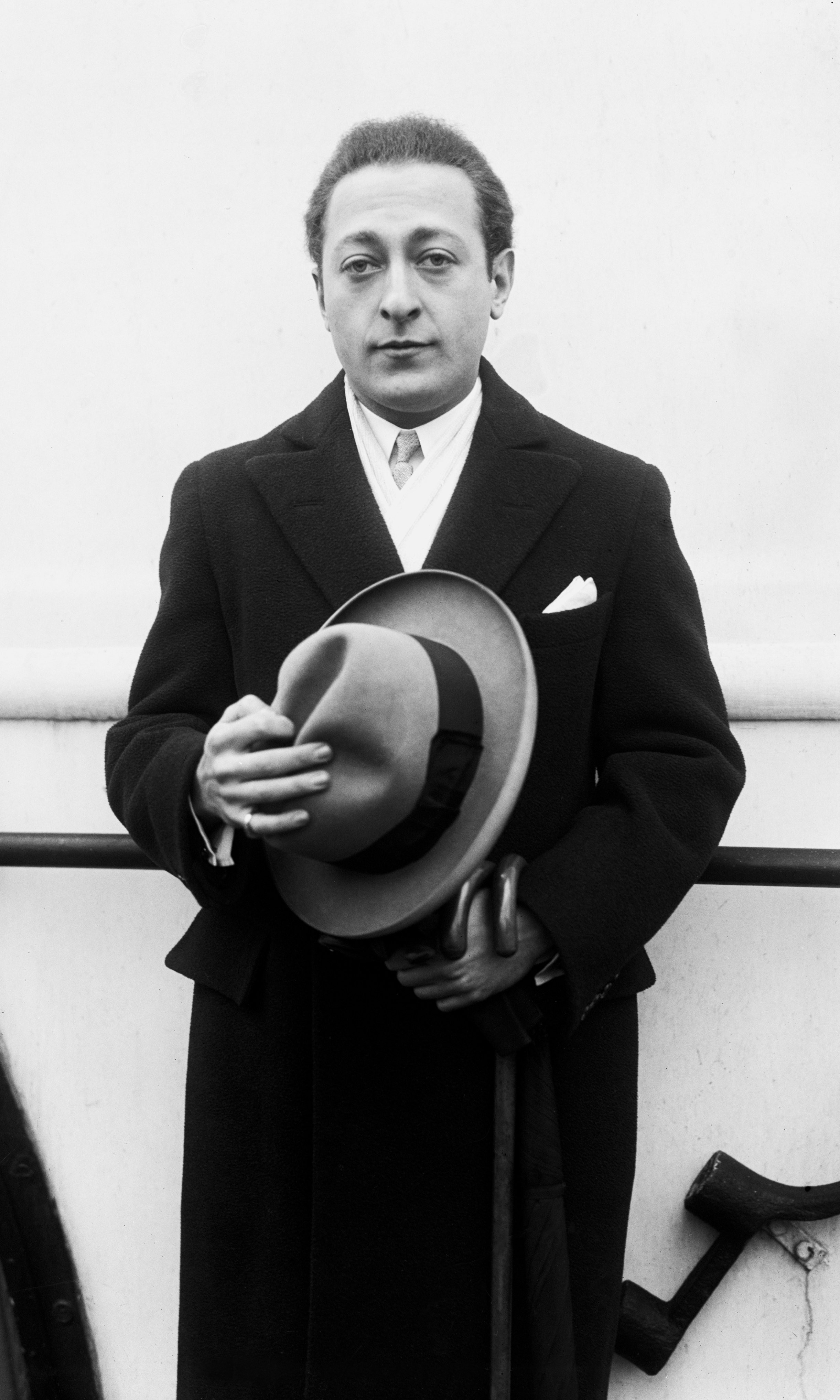
ヤッシャ・ハイフェッツ／12月10日没

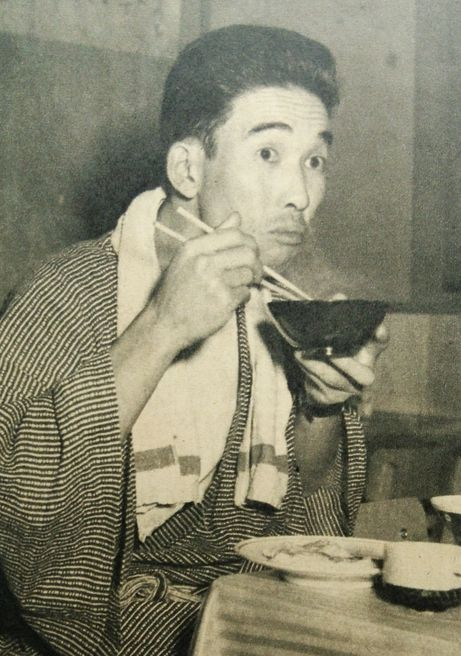
木塚忠助／12月16日没

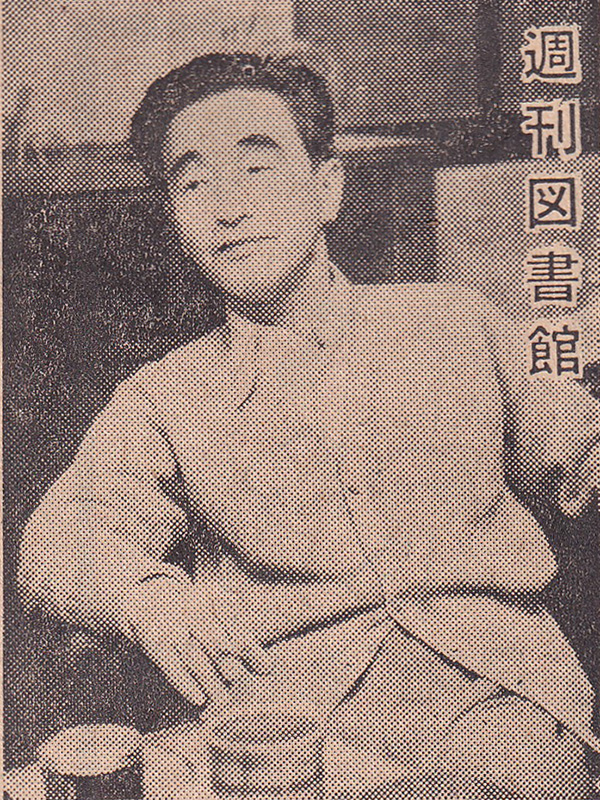
石川淳／12月29日没

## （1日 - 15日）
- 12月2日 - ルイ・ルロワール[要出典]、医学者・生化学者（* 1906年）
- 12月2日 - ヤーコフ・ゼルドビッチ、物理学者（* 1914年）
- 12月4日 - アーノルド・ローベル、絵本作家（* 1933年）
- 12月5日 - 沢藤光郎、元プロ野球選手（* 1919年）
- 12月7日 - 大岡實、建築家、建築史学者（* 1900年）
- 12月9日 - 芹沢博文、将棋棋士（* 1936年）
- 12月10日 - ヤッシャ・ハイフェッツ、ヴァイオリニスト（* 1901年）
- 12月13日 - クロード・トーマス・スミス、作曲家（* 1932年）
- 12月15日 - 山田久就、外交官、政治家、第9代環境庁長官（* 1907年）

## （16日 - 31日）
- 12月16日 - 木塚忠助、元プロ野球選手（* 1924年）
- 12月27日 - 鏑木政岐、天文学者（* 1902年）
- 12月27日 - 椋鳩十、児童文学作家（* 1905年）
- 12月27日 - 今井哲夫、柏崎市市長（* 1912年）
- 12月29日 - 石川淳、小説家（* 1899年）